# 藤岡由夫

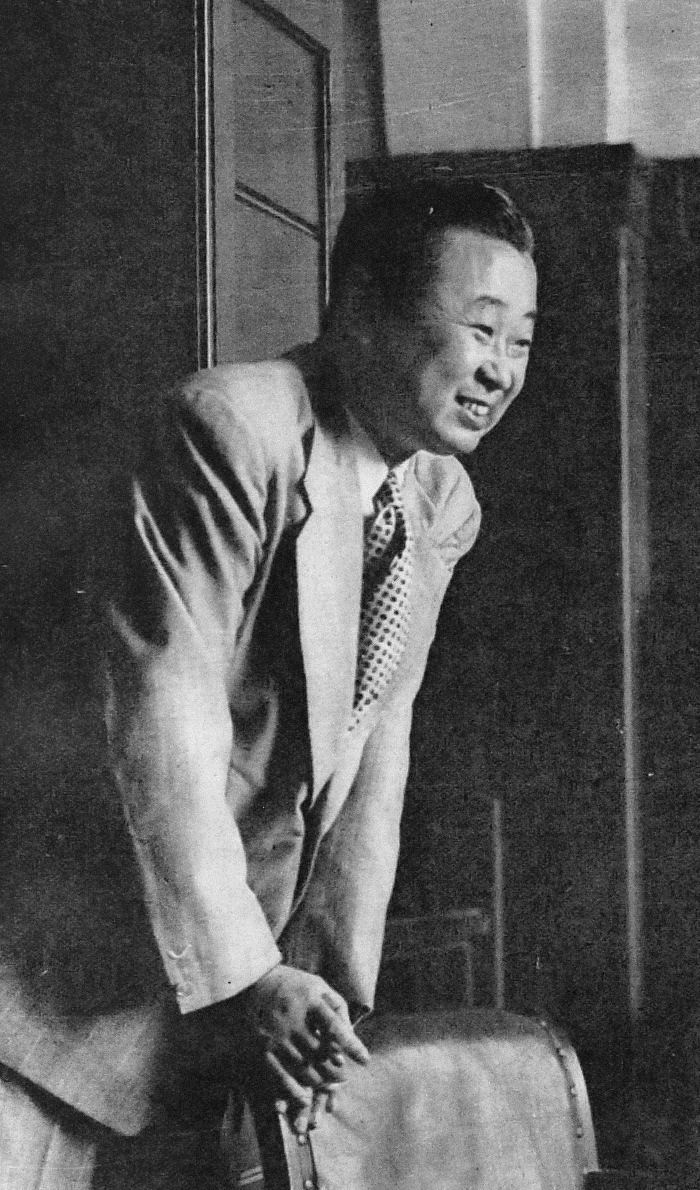
藤岡由夫（1953年）

藤岡 由夫（ふじおか よしお、1903年3月6日 - 1976年3月13日）は、日本の物理学者。

## 人物
東京府東京市出身。府立一中を経て東京帝国大学理学部卒。1933年理学博士。
理化学研究所に勤務、オランダ、ドイツに留学。1941年東京文理科大学教授、1950年東京教育大学光学研究所長。後に埼玉大学学長、山梨大学学長を務めた。1952年から1964年まで日本物理教育学会会長を務めている。
原子力委員会委員として日本の原子力政策に関わった。

## 家族・親族
- 藤岡作太郎（父、国文学者）
- 藤岡通夫（弟）
- 藤岡知夫（子、工学者）
- 藤岡幸夫（孫、指揮者）

## 著書
- スペクトルと物質の構造 （鉄塔書院 1933年）
- ラマン効果 （岩波書店 科学文献抄 1936年）
- 現代の物理学 （岩波書店 1938年）
- 物理学ノート （河出書房 1942年）
- 物質の究極 （河出書房 科学新書 1944年）
- 科学教育論 （河出書房 教育文庫 1947年）
- 物理学ノート 第2 （河出書房 1947年）
- 原子科学の人々 （弘文堂・アテネ文庫、1949年）
- 物理概説 （大日本図書 1950年-1951年）
- 科学者と人生 （講談社 1964年）
- 中谷宇吉郎 小伝と科学随筆抄 （雷鳥社 1968年）
- 科学者休むに似たるか （講談社 1969年）

## 共編著
- 原子スペクトル （荒木源太郎,田中善雄共著 共立社 量子物理学 1938年）
- 原子核から素粒子へ （朝永振一郎共編 弘文堂 1949年）
- 改稿物理実験学 （全4巻 河出書房 1950年-1952年）
- 物理学 大学一般教養 （戸田盛和共著 三省堂出版 1951年）
- 藤岡東圃追憶録 （編 私家版 1962年）
- 高嶺俊夫と分光学 （編 応用光学研究所 1964年）
- 分光学 （編 講談社 1967年）

## 翻訳
- ヘンリー・トーマス『科学十講 下巻』 （訳監修　評論社 1950年）
- S・C・ロスマン編『原子力の平和的応用』 （芳賀穣共訳 住吉書房 1950年）
- V・F・ワイスコップ『自然の驚異 星の進化から生命の発生まで』 （河出書房 現代の科学 1967年）
- ドナルド・J・ヒューズ『中性子物語 究極の物質を求めて』 （河出書房 現代の科学 1967年）
- ルース・ムーア『ニールス・ボーア 世界を変えた科学者』 （河出書房新社 1968年）
- ウインストン・E・コック『音波・光波・電波 マイクロ波の基礎まで』 （河出書房新社 現代の科学 1969年）
- バーナード・ヤッフェ『マイケルソンと光の速度 相対性理論への道』 （河出書房新社 現代の科学 1969年）
- 『アシモフ選集 物理編 第3 物理とは 第3 電子・陽子・中性子』 （寺田純一共訳 共立出版 1971年）
- A・D・ムーア『発明・発見・創造 アイディアは未来をひらく』 （河出書房新社 現代の科学 1971年）

## 参考
- デジタル版日本人名大事典: